# HTV-3
HTV-3, 또는 고노토리 3호기(일본어: こうのとり3号機)는 일본 우주항공연구개발기구에서 3번째로 쏘아올린 우주 스테이션 보급기이다. 2012년 7월 21일, H-IIB 로켓으로 발사되어 국제우주정거장 보급 임무를 마치고, 2012년 9월 14일 05시 27분에 대기권으로 재진입하여 분해되었다.

## 특징
일본의 우주 스테이션 보급기의 세 번째 기체로, HTV-2를 더욱 개량시켜 HTV의 개발을 마무리 지은 기체이기도 하다.
HTV-2부터의 변경점은 다음과 같다.
- 선내 해치 이중창을 유리에서 폴리카보네이트로 변경
- 통신장비 변경
- EP-MP(Exposed Pallet-Multi Purpose)를 최초 사용
- 팔레트 경량화

## 화물
HTV-3은 가압부에 약 3.5t, 비가압부에 약 1.1t의 화물을 탑재했다.

### 가압부
가압부에는 대략 우주 시스템 부품 57%, 식료품 14%, 과학 실험 재료 22%, 승무원용 물자 7%, 물 0%를 탑재했다.
- 수중 생물 실험 장치(AQH)
- 미 항공우주국의 촉매반응기
- 냉각수 순환 펌프
- 재진입 데이터 수집장치
- ISERV(ISS SERVIR Environmental Research Orbital Deployer)
- 보급 물자(승무원용 식량, 옷 등등)

### 비가압부
비가압부에는 MCE(Multi-mission Consolidated Equipment)와 미 항공우주국의 위성 간 통신 실험 장치 (SCAN Testbed)를 탑재했다.
MCE는 아래의 미션을 동시에 수행하며 실험이나 관측을 했다.
- 지구 초고층 대기 촬영 관측(IMAP)
- 레드 스프라이트 및 번개 고속 측광 센서(GLIMS)
- EVA지원 로봇 실증 실험(REX-J)[5]
- 선외실험장치탑재 팔레트용 하이 비전 비디오 카메라 시스템(COTS HDTV-EF)

## 운용

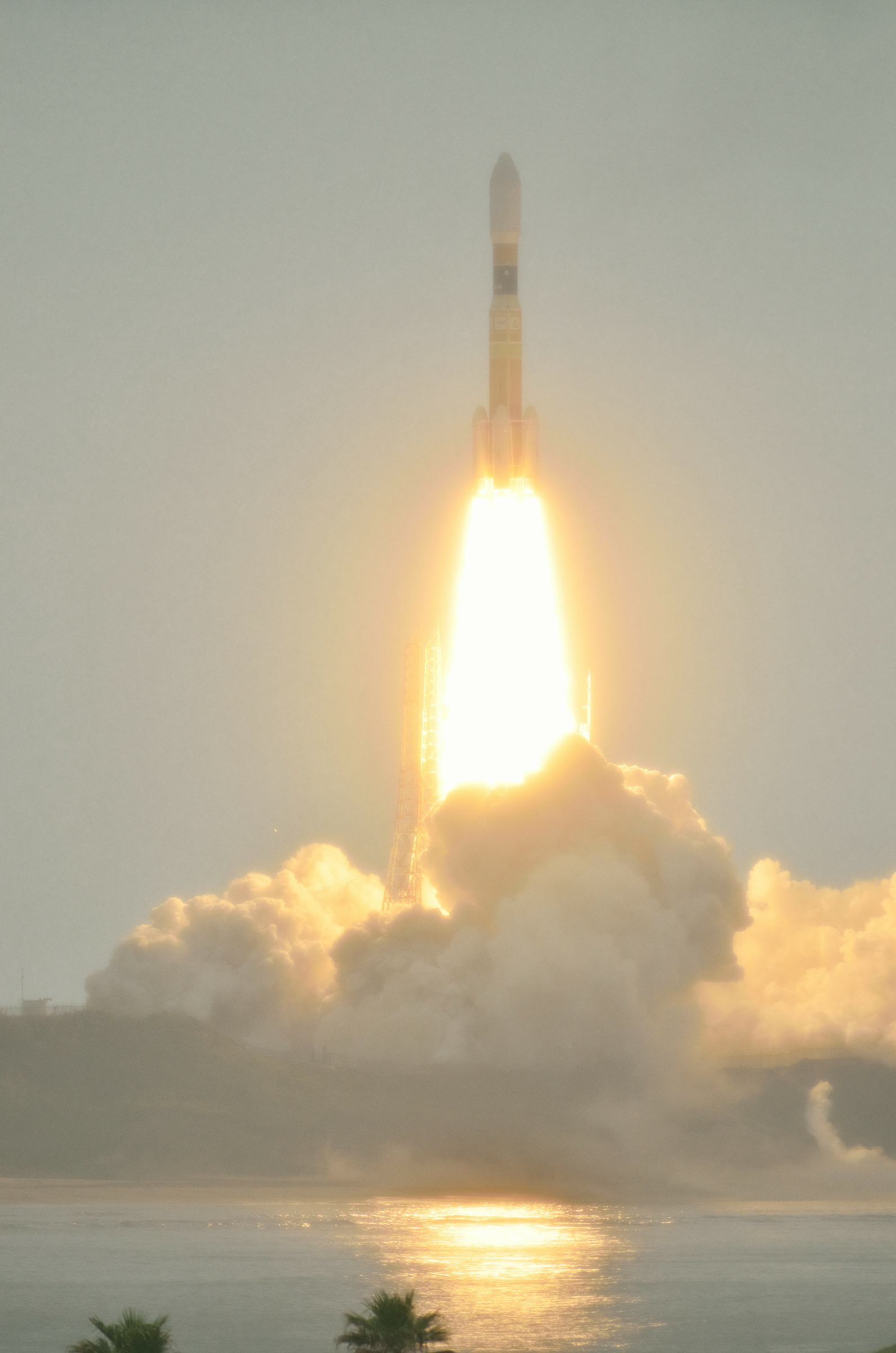
HTV-3을 탑재한 H-IIB 3호기의 발사 장면.

(이하 시간 표시는 모두 UTC를 사용함.)

### 발사

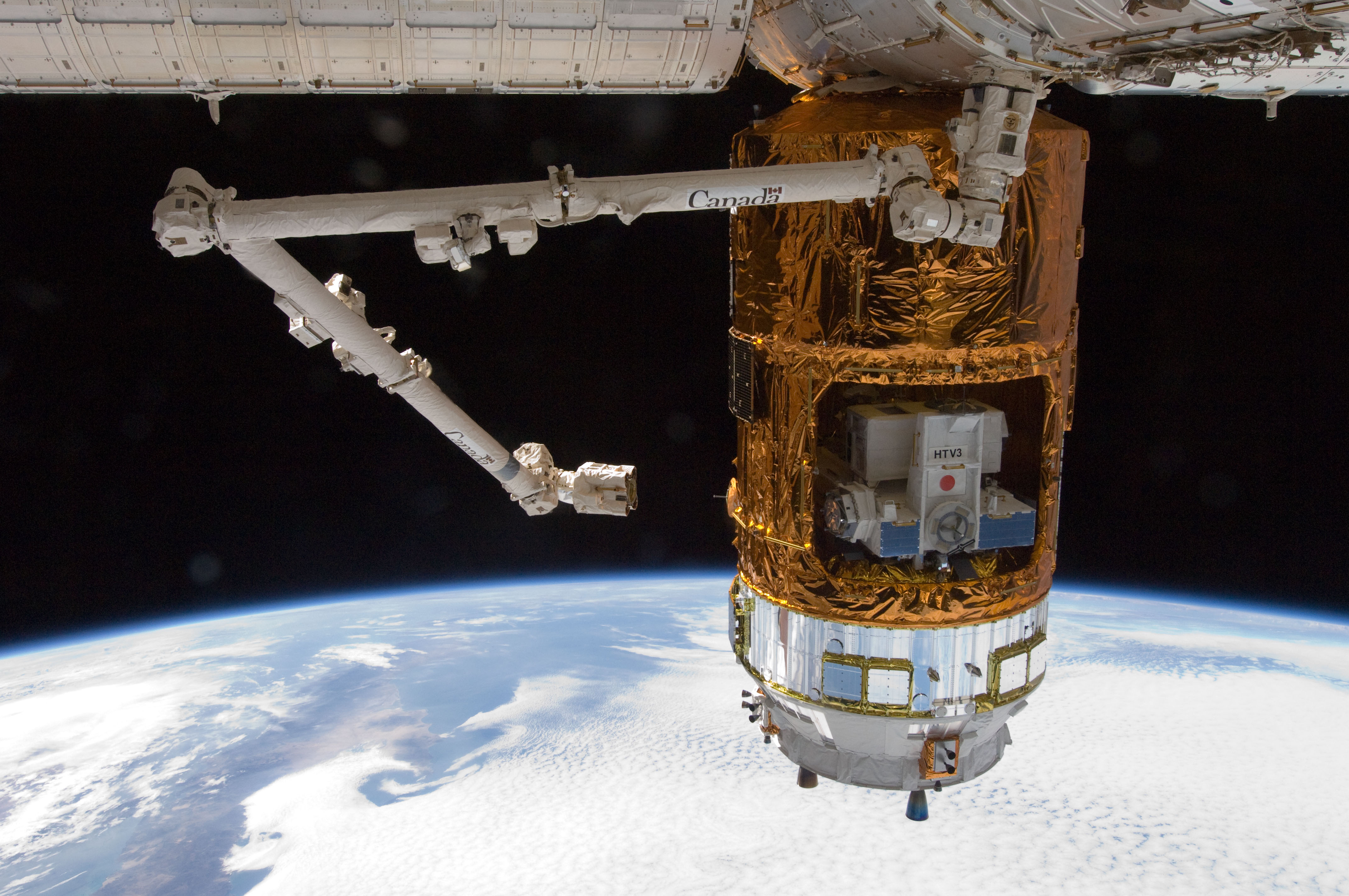
하모니의 지상 방면 포트에 도킹, 2012년 7월 27일 쵤영.

HTV-3은 다네가시마 우주 센터의 요시노부 제2발사장에서 2012년 7월 21일 02시 06분 18초에 발사되어 태평양 위를 남동쪽으로 비행하고 2분 후 고체 로켓 부스터 4기를 2기씩 분리했다. 발사 3분 41초 후, H-IIB는 페이로드 페어링을 분리하고, 발사 14분 53초 후에 HTV-3을 H-IIB와 성공적으로 분리했다. 분리된 H-IIB의 2단은 제어 낙하 실험을 위해 다시 점화되었으며, 큰 문제 없이 남태평양에 추락했다.

### 계류

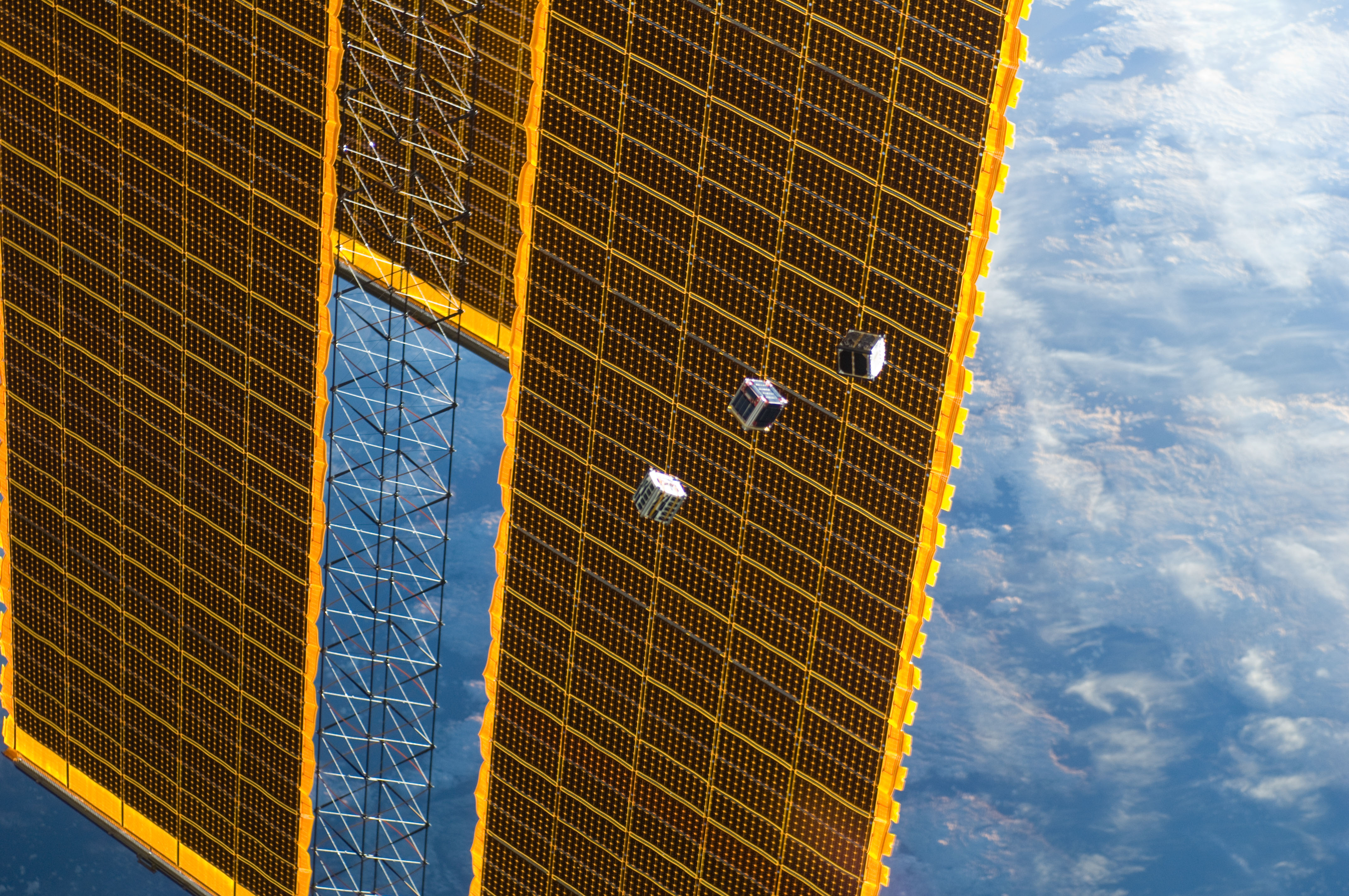
2012년 10월 4일 키보 모듈에서 방출된 니와카 위성, F-1, TechEdSat

HTV-3은 궤도상에서 일주일동안 궤도를 조정했다. 조정 과정을 마친 HTV-3은 국제우주정거장에 접근하는 동안 도킹 테스트를 진행했다.
HTV-3 포획과 도킹 작업은 2012년 7월 27일에 실시되었다. HTV-3이 통신 가능 범위에 들어오자 키보 모듈에 설치된 근접 오퍼레이션 시스템을 이용했다. 12시 23분에 미 항공우주국의 조세프 아카바가 로봇 팔에 포획 장치를 장착시킨 후, 호시데 아키히코가 HTV-3을 포획해 하모니의 지상 측 포트에 도킹시켰다.
이는 일본인 우주 비행사가 일본 국적의 우주선을 도킹시킨 최초의 사례이기도 하다. 14시 34분, 국제우주정거장과 HTV-3의 도킹이 완료되었다.
엑스퍼디션 32의 승무원들이 2012년 7월 28일 17시 23분에 HTV-3의 해치를 열고 HTV-3에서 국제우주정거장으로 물자를 옮기기 시작했다.
8월 6일, 로봇 팔을 이용해 비가압부 캐리어의 선외실험장치탑재용 팔레트에 있던 MCE와 SCAN Testbed를 키보 모듈의 선외 실험 팔레트로 옮겼다. 두 장치가 모두 국제우주정거장의 지정된 장소에 장착된 이후, 8월 10일 선외실험장치탑재용 팔레트는 다시 HTV-3의 비가압부 캐리어에 장착되었다.

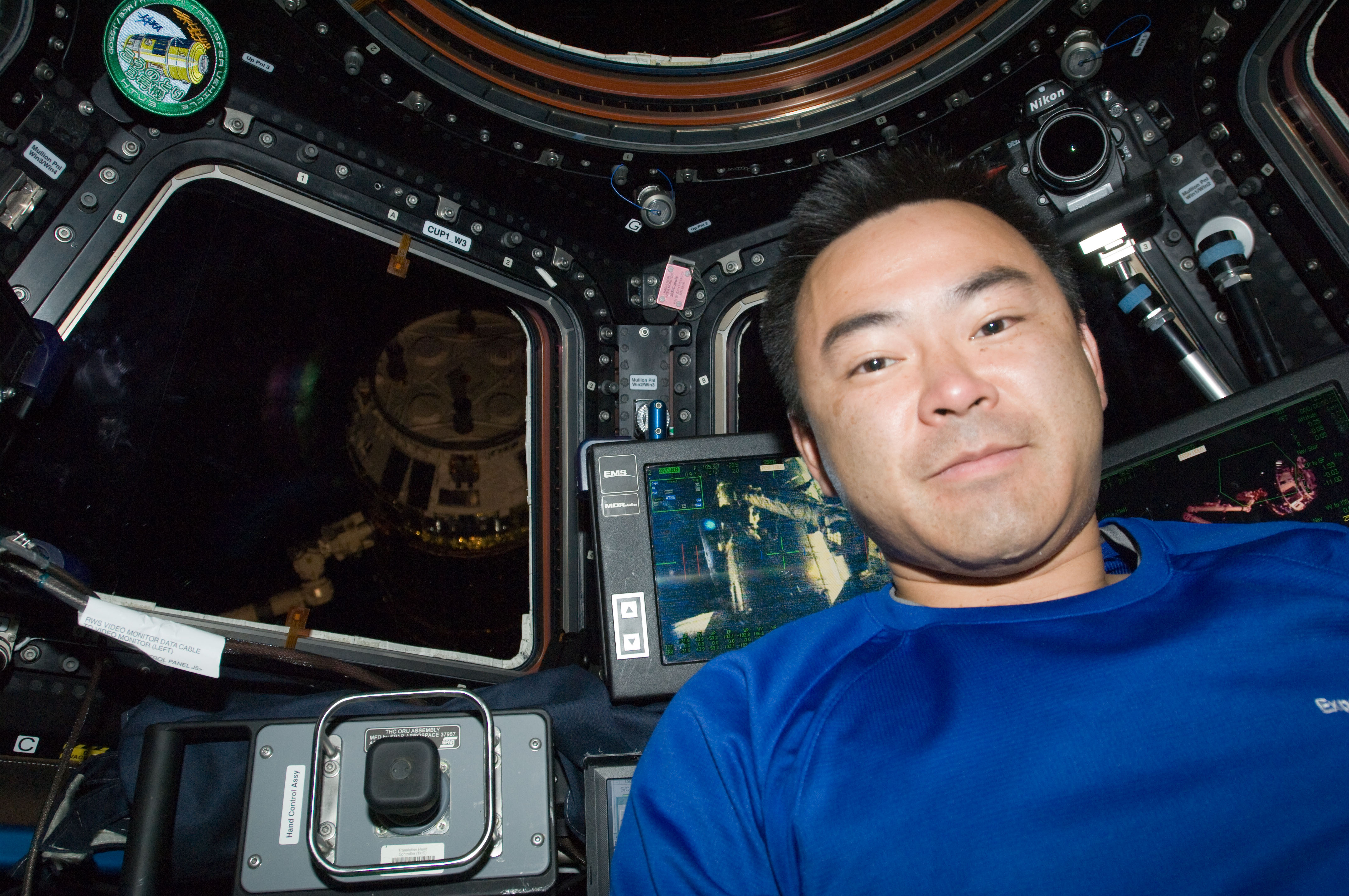
랑데부 작업을 실시하는 호시데 아키히코.
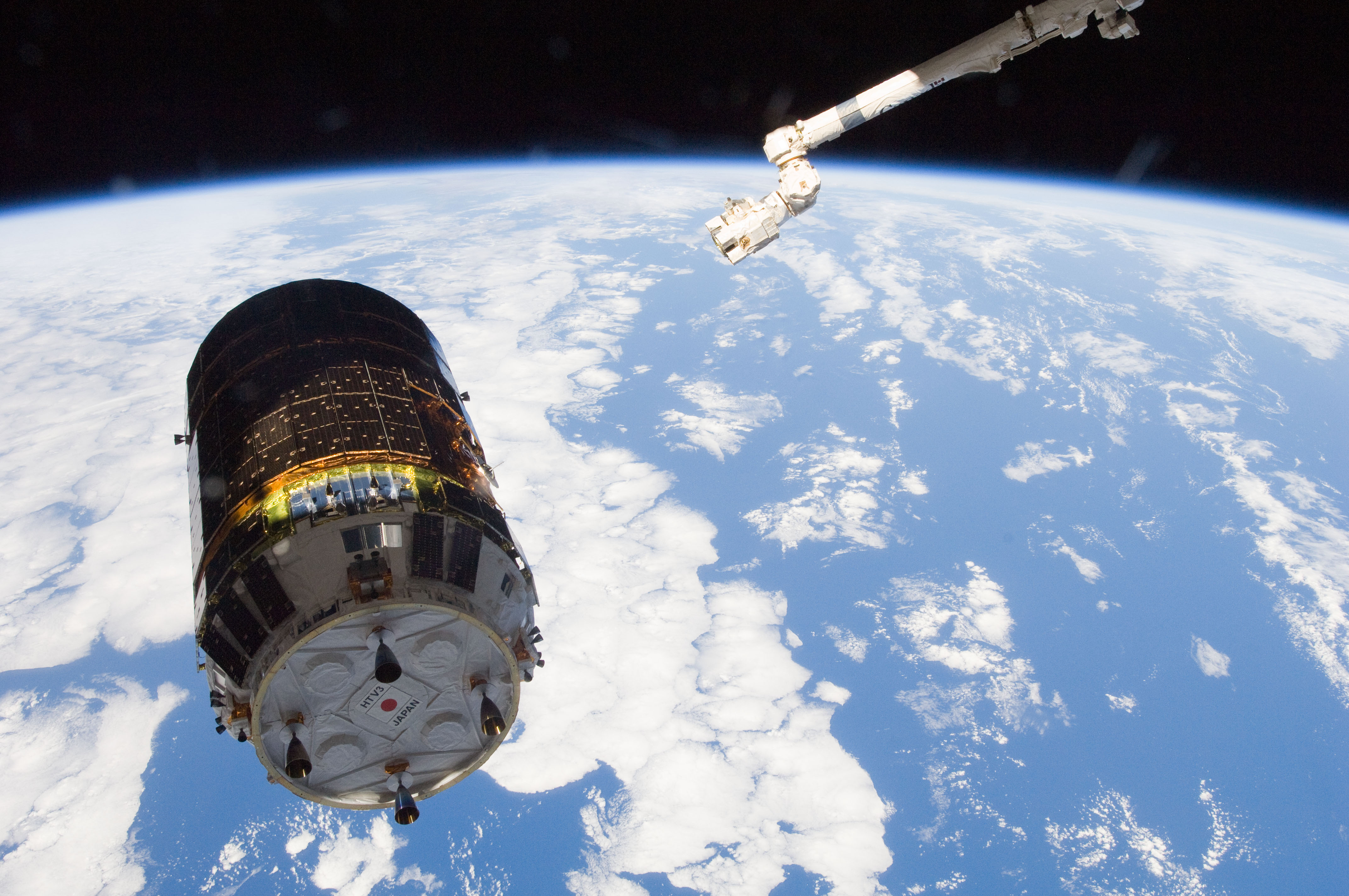
캐나다암2가 HTV-3을 포획하려는 순간.
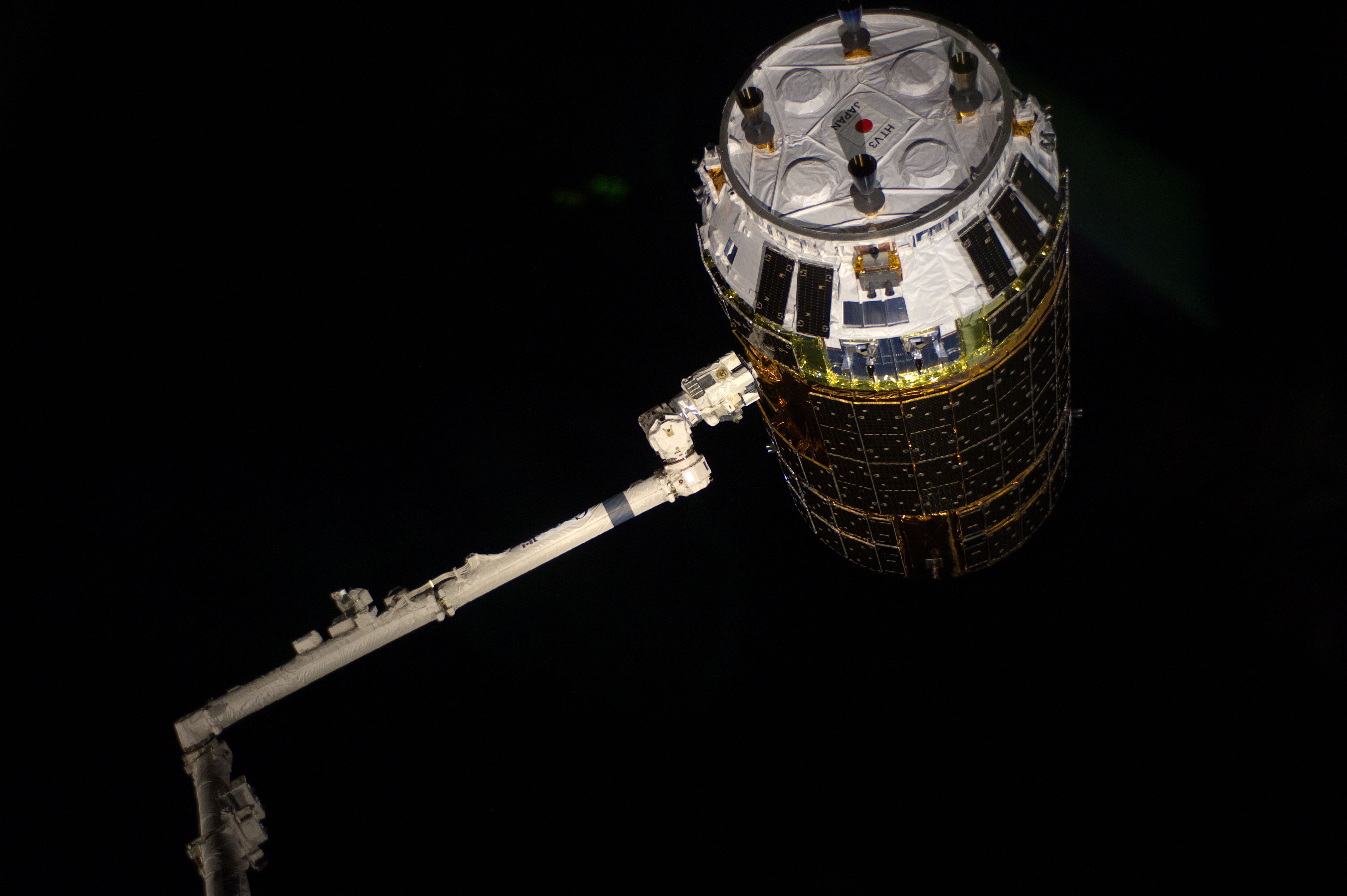
포획된 HTV-3
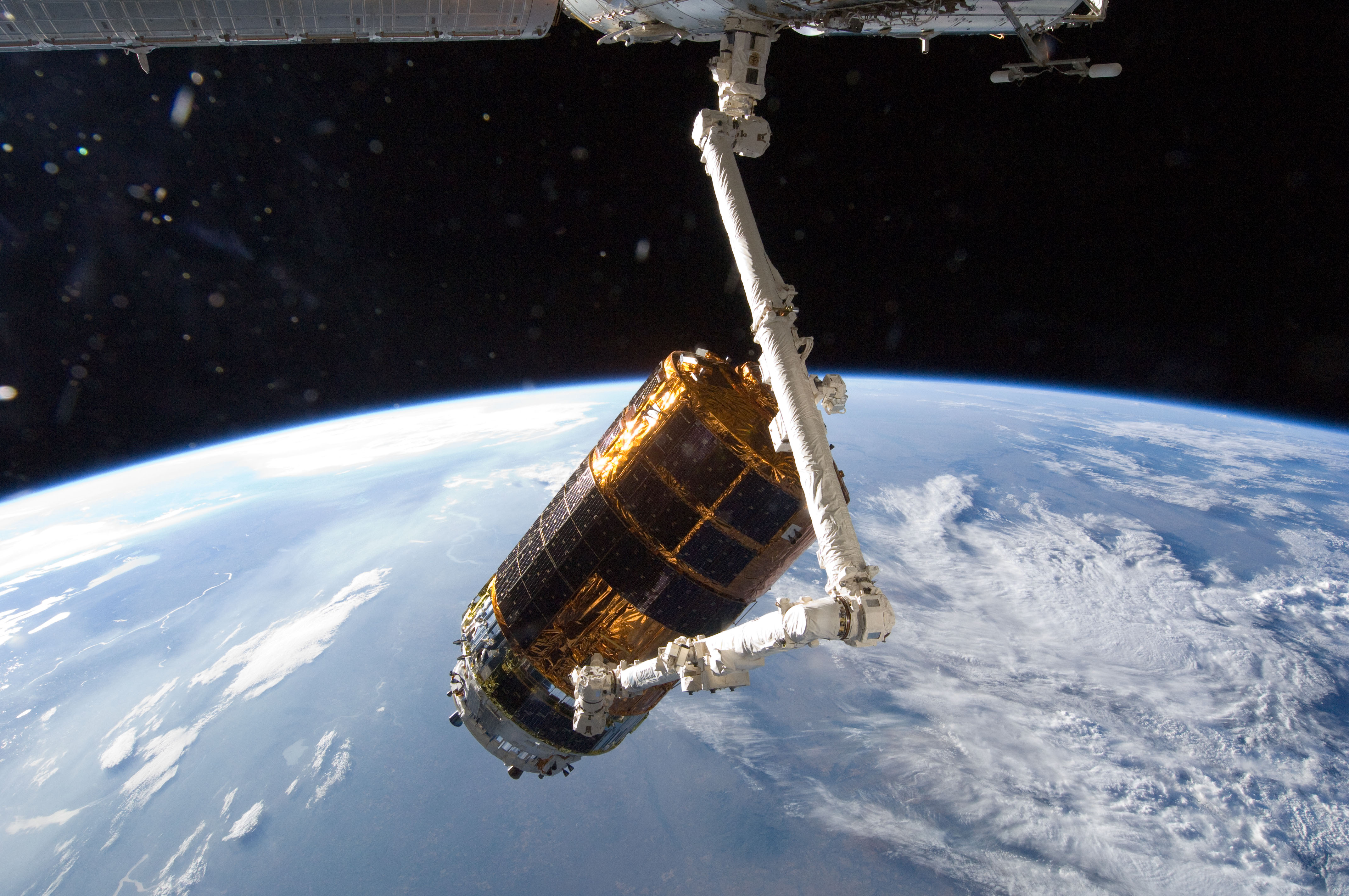
국제우주정거장에 도킹하기 위해 이동하는 HTV-3.
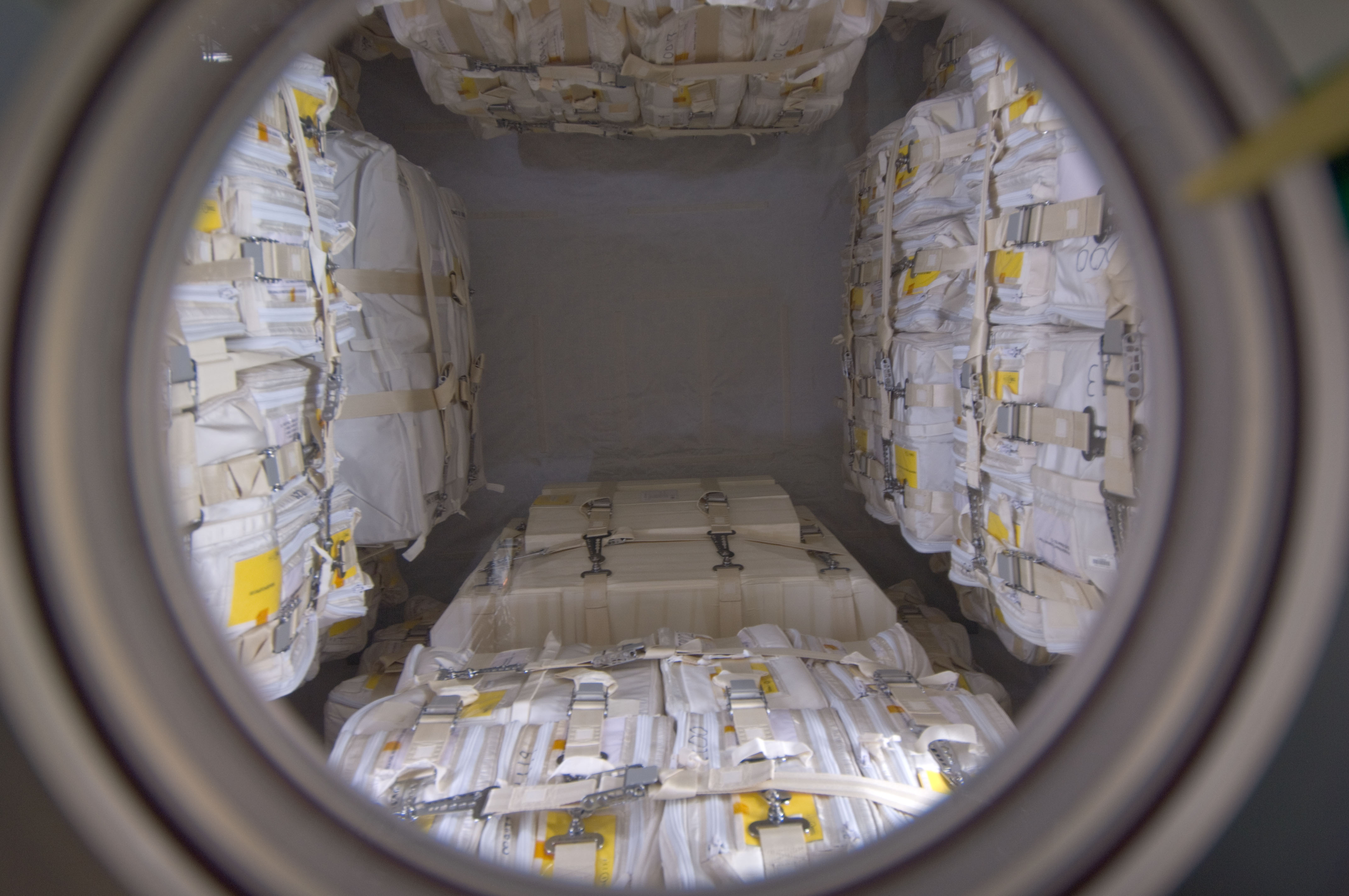
HTV-3의 내부

### 재진입
HTV-3은 계획상 9월 6일에 국제우주정거장과 도킹을 해제할 예정이였으나, 국제우주정거장의 일정과 맞지 않게 되어 도킹 해제 작업을 연기하게 되었다.
9월 11일, 도킹을 해제하기 전 준비를 하는 과정에서 REBR와 i-Ball 재진입 데이터 기록기를 설치한 후 해치를 닫았다.
9월 11일 11시 50분에 도킹이 해제되어, 9월 12일 15시 50분에 로봇 팔과의 도킹도 해제되었다. HTV-3은 분리 된 이후 계획상으로 천천히 고도를 내려야 했으나, 국제우주정거장의 궤도 앞쪽으로 빠르게 멀어져 갔다. 이 사건에 대해 ISS On-orbit Status는 아무런 언급도 하지 않았다. 비행 디렉터 우치야마 타카시에 따르면, 캐나다 암2와 연결을 해제할 때, 의도치 않게 자동 HTV-3이 안전한 범위를 벗어나 국제우주정거장에 다시 접근할 가능성이 생기자 제어 회피 시스템이 활성화 된 것이라 생각된다.
HTV-3은 계획된 경로와 다른 경로로 국제우주정거장과 멀어지기 시작했지만, 이후 네 차례에 걸친 매뉴버 조정으로 계획된 궤도에 복귀, 9월 14일 05시 27분에 거의 예정대로 대기권에 재진입, 분해되었다. 재진입 당시의 영상등 각종 데이터는 재진입 데이터 수집 장치 i-Ball과 REBR에 기록되어 무사히 회수되었다.

## 같이 보기
- 우주 스테이션 보급기